# Petreștii de Sus, Cluj
Petreștii de Sus (denumirea veche Petridul de Sus; în maghiară Felsöpeterd) este un sat în comuna Petreștii de Jos din județul Cluj, Transilvania, România.

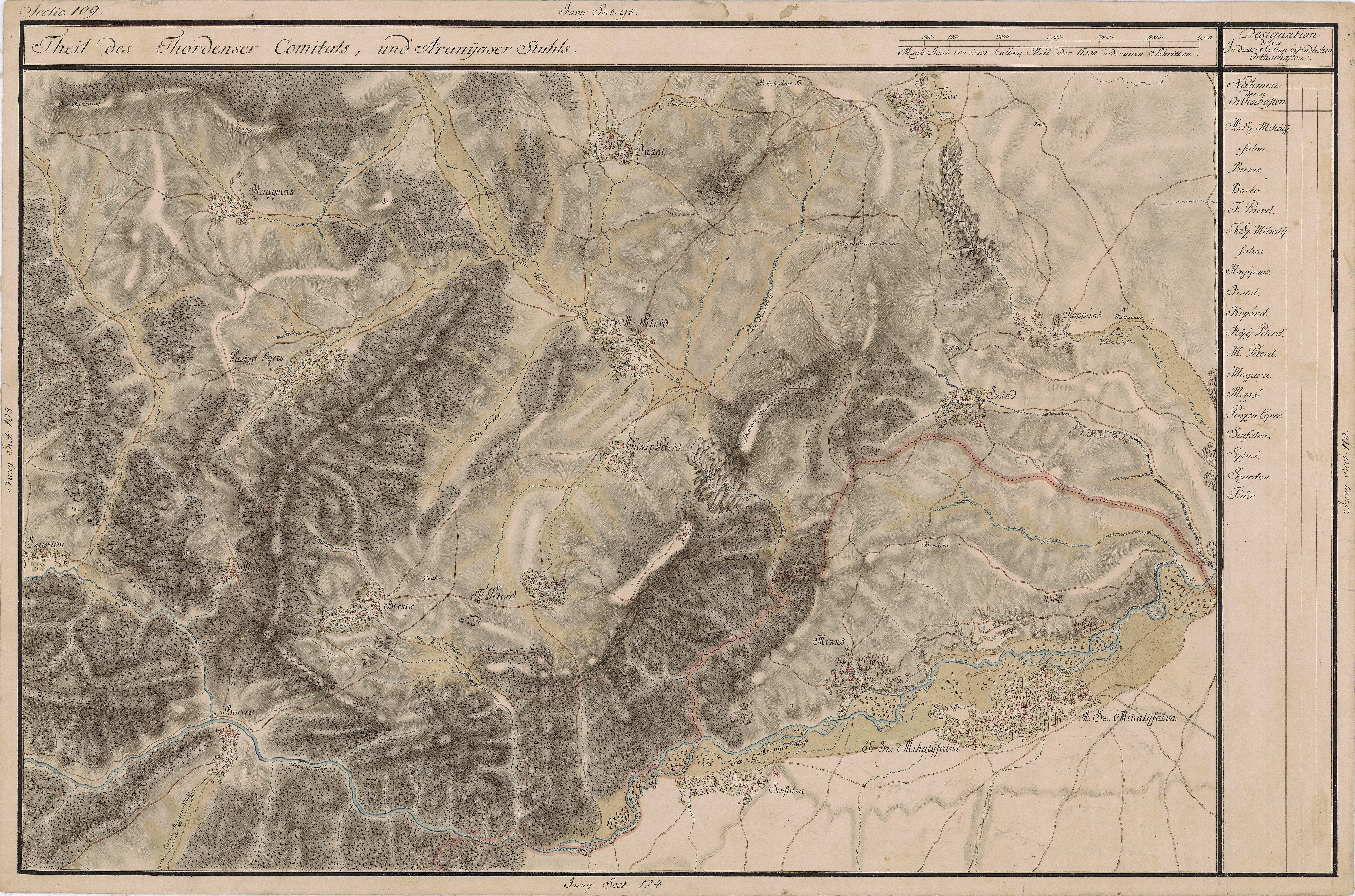
Petreștii de Sus pe Harta Iosefină a Transilvaniei, 1769-1773 (Sectio 109)

## Istoric
În satul Petreștii de Sus s-au făcut mai multe descoperiri arheologice. În ograda unui locuitor a fost descoperit un disc de gresie de mărime neobișnuită (1,2 m diametru și 20 cm grosime) a cărui utilitate nu a fost stabilită. Se presupune că a servit ca unealtă de cult din rotunda muntelui Petrid, în locul unde au fost invocate divinități prielnice vânătorii, vieții și norocului.
Zidul natural de piatră care se opune escaladării muntelui poartă numele “Piatra Corbului”. Se presupune că numele provine din heraldica geto-dacică, corbul constituind în spiritualitatea geto-dacică un simbol al legăturii cu puterile divine, cu zeii.
Urmele prezenței romane în acest sat sunt atestate și de descoperirile făcute lângă drumul spre Borzești, în Cermei, La Cărămidă și Pietrosu: substrucții de clădiri de piatră din epoca romană, fragmente ceramice etc.
Prima atestare a satului este din 1401, iar apoi din 1470 ca Felsewolahpetherd.
Pe Harta Iosefină a Transilvaniei din 1769-1773 (Sectio 109), satul Petreștii de Sus apare sub numele de F. Peterd. La est de sat pe hartă este marcat prin semnul π locul public de pedepsire a delicvenților în perioada medievală.

## Situri arheologice (monumente istorice)
Următoarele obiective au fost înscrise pe Lista monumentelor istorice din județul Cluj, elaborată de Ministerul Culturii din România în anul 2015:
- Tumulii[5] preistorici din punctul “Dealul Bisericii”.
- Așezarea fortificată preistorică din punctul “La Biserică”.
- Situl arheologic din punctul “La Pădure” (epoca bronzului).
- Situl arheologic din punctul “Terasa de lângă școală și casa parohială”.
- Așezarea romană (sec. II-III) din punctele “Cernei”, Cărămida” și “Pietrosul”.

## Lăcașuri de cult
- Vechea Mănăstire a Petridului.
- Noua Mănăstire a Petridului, cu hramul „Schimbarea la Față” (înființată în 1998-2000). Mănăstire de călugări ortodocși.

## Personalități
- Augustin Rațiu (7.07.1884, Petreștii de Sus, jud. Cluj – 2.11.1970, Turda), avocat, tatăl deputatului Ion Rațiu, membru de onoare al ASTREI.
- Eugen Mezei (1882 - 1966), deputat în Marea Adunare Națională de la Alba Iulia1918, avocat și scriitor.

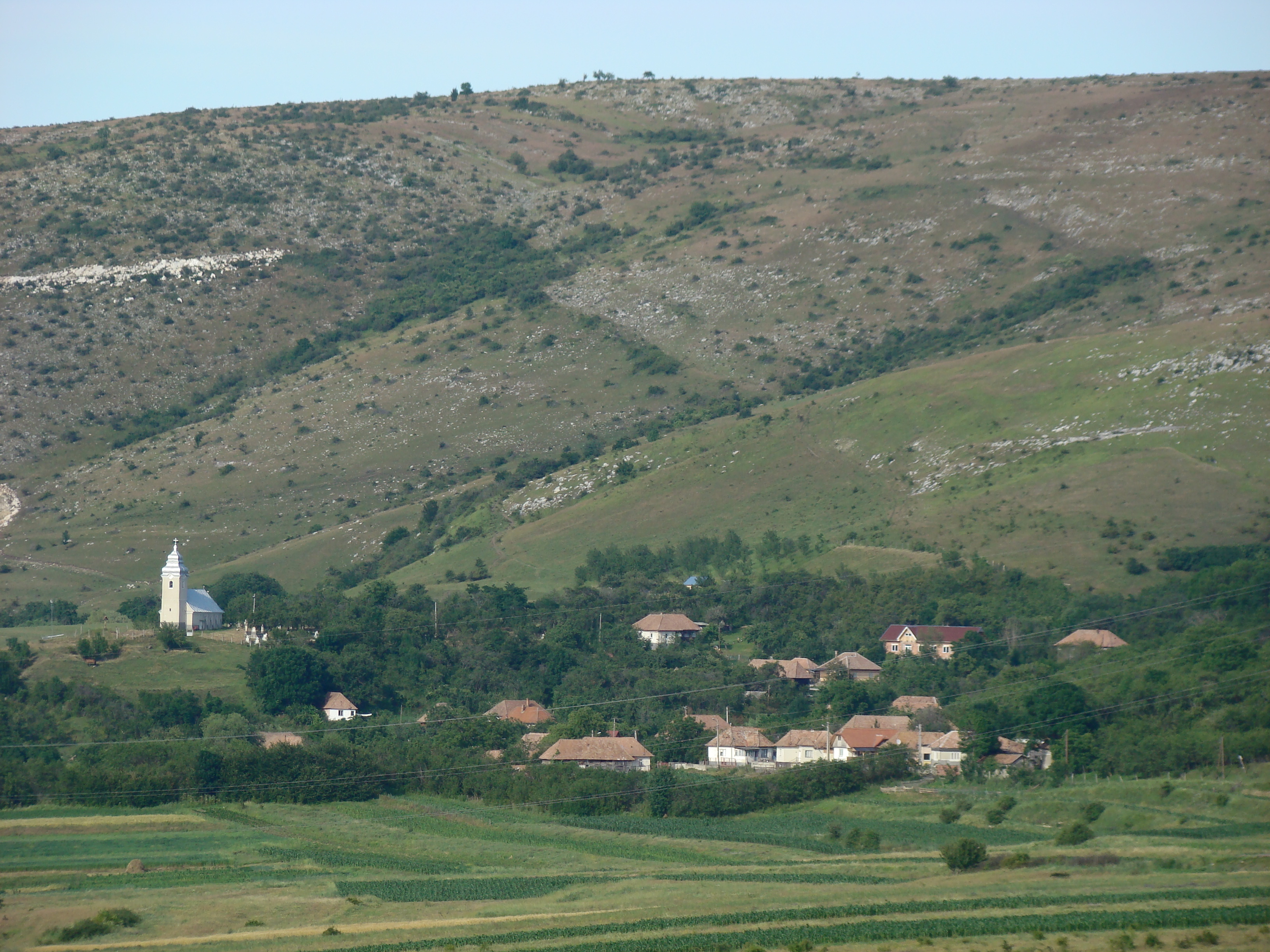
Panoramă din drumul spre Cheile Borzeștilor

## Demografie
De-a lungul timpului populația localității a evoluat astfel:

## Imagini

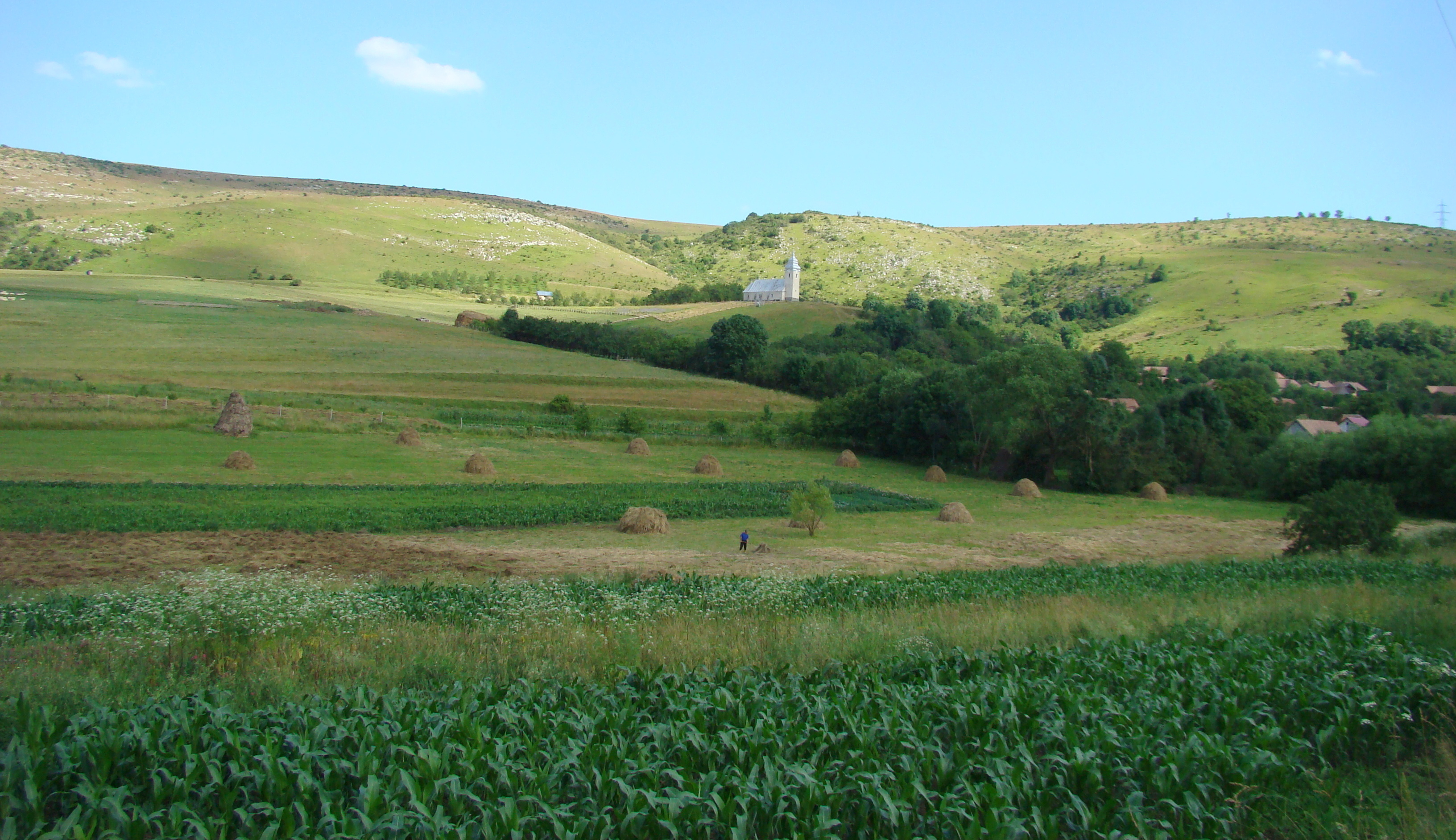
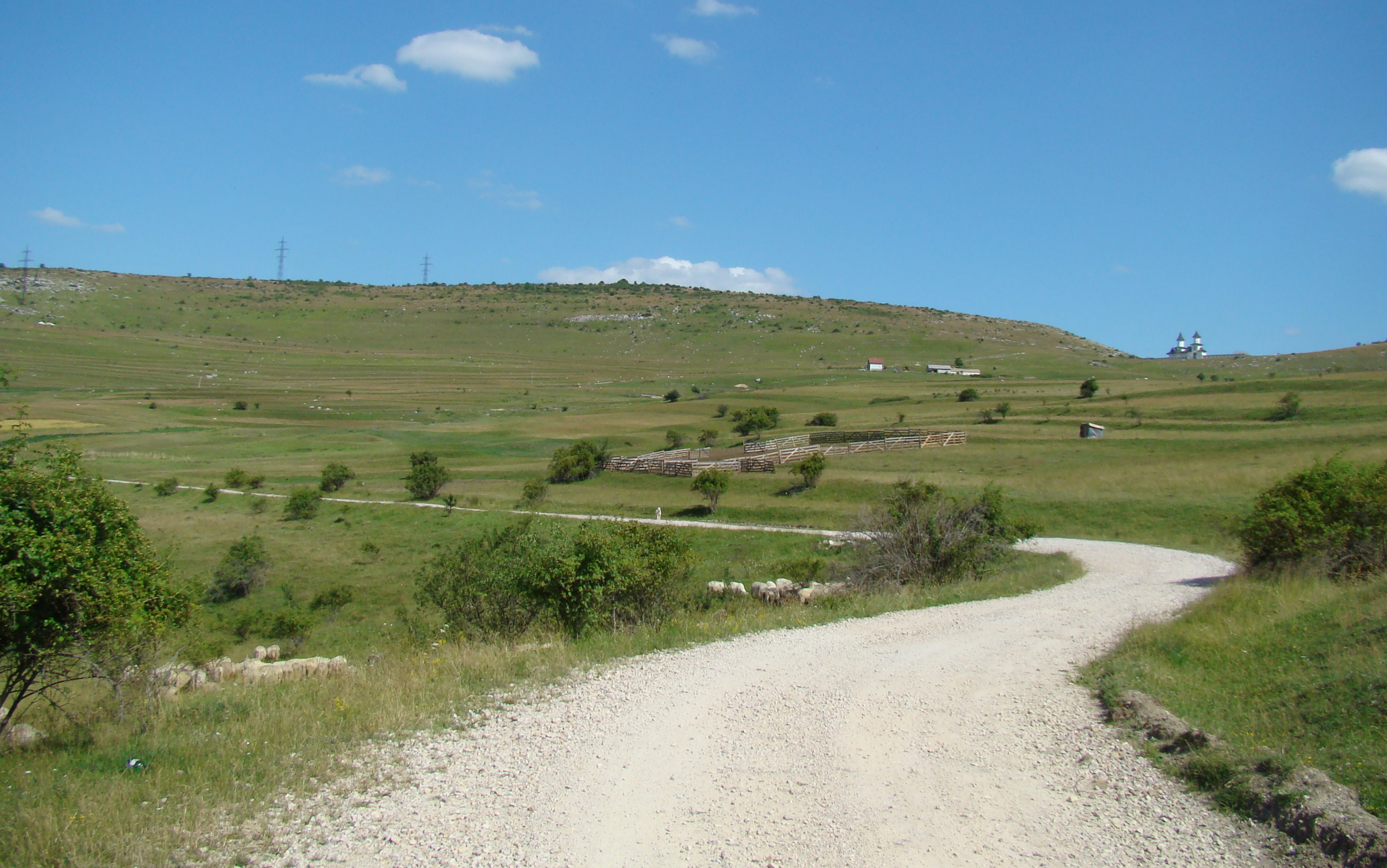
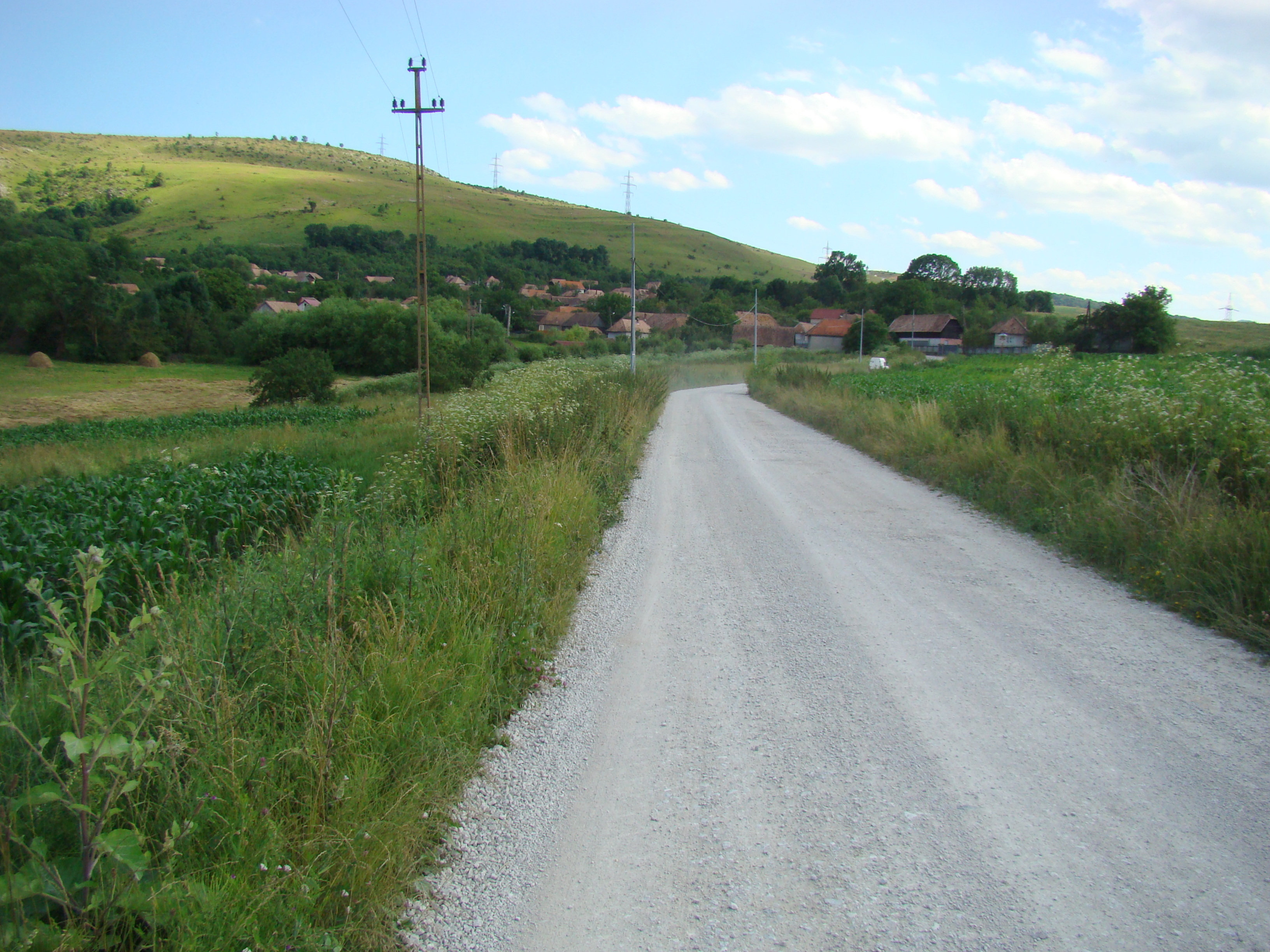
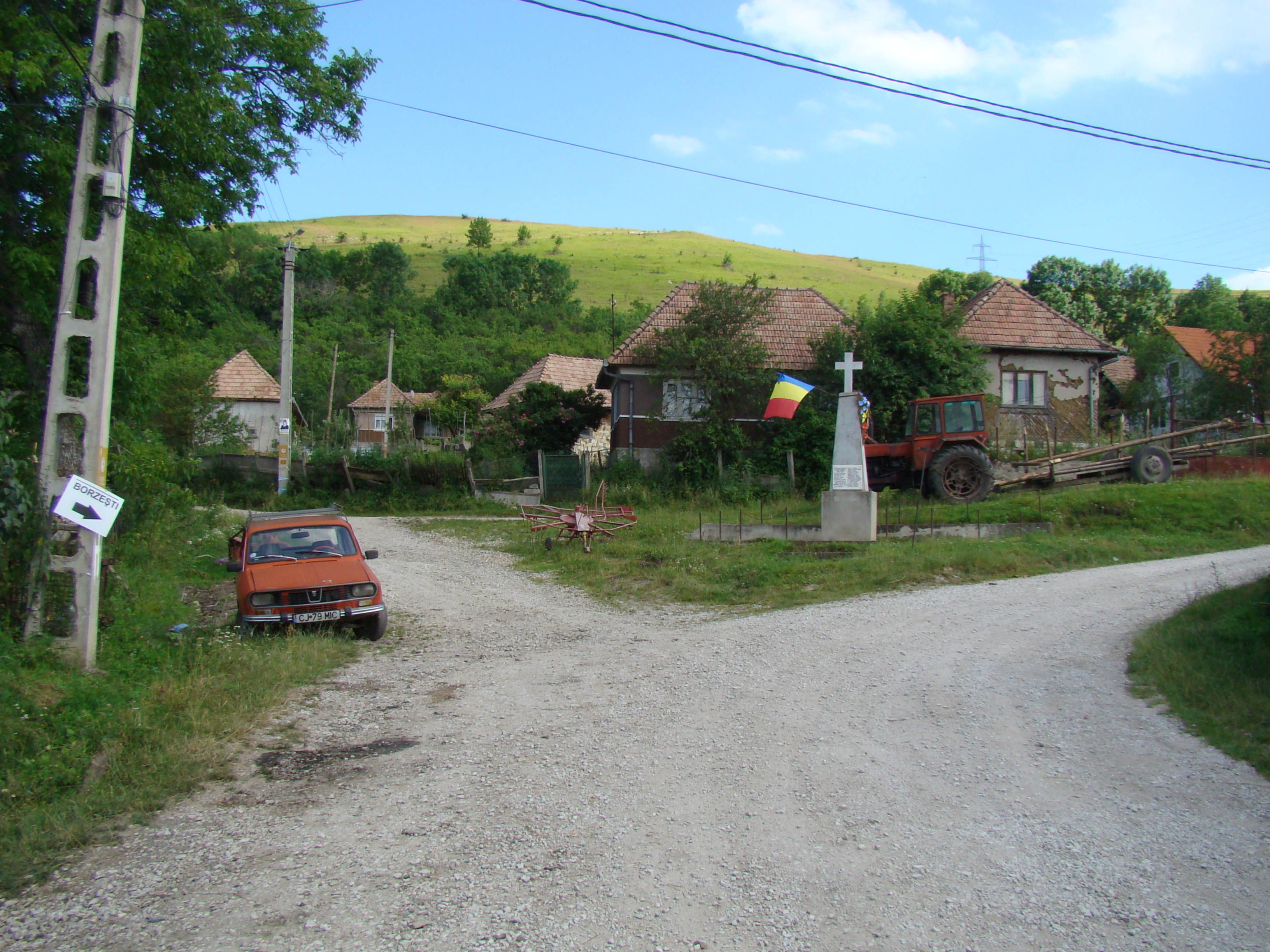
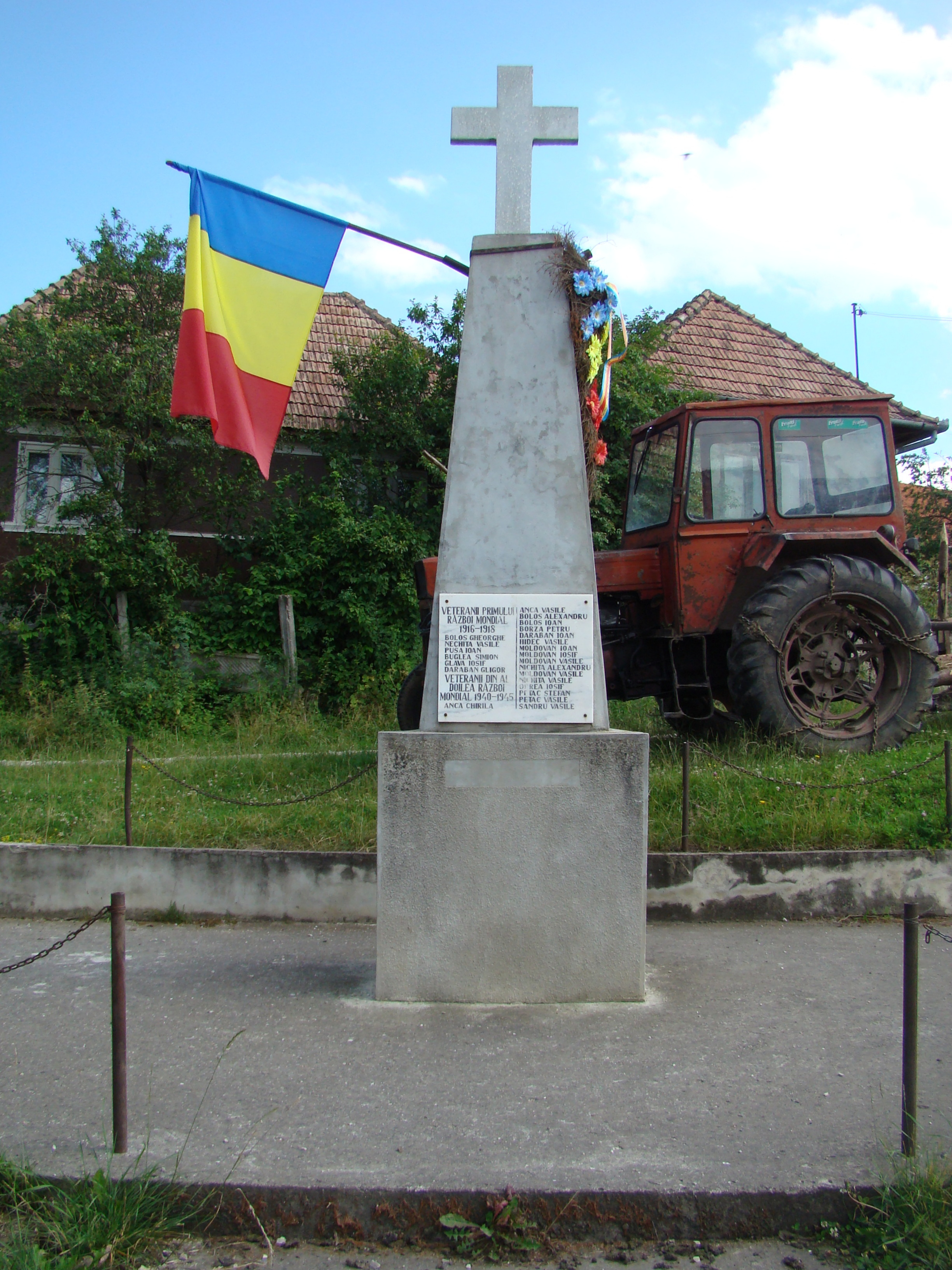
Monumentul Eroilor din Petreștii de Sus
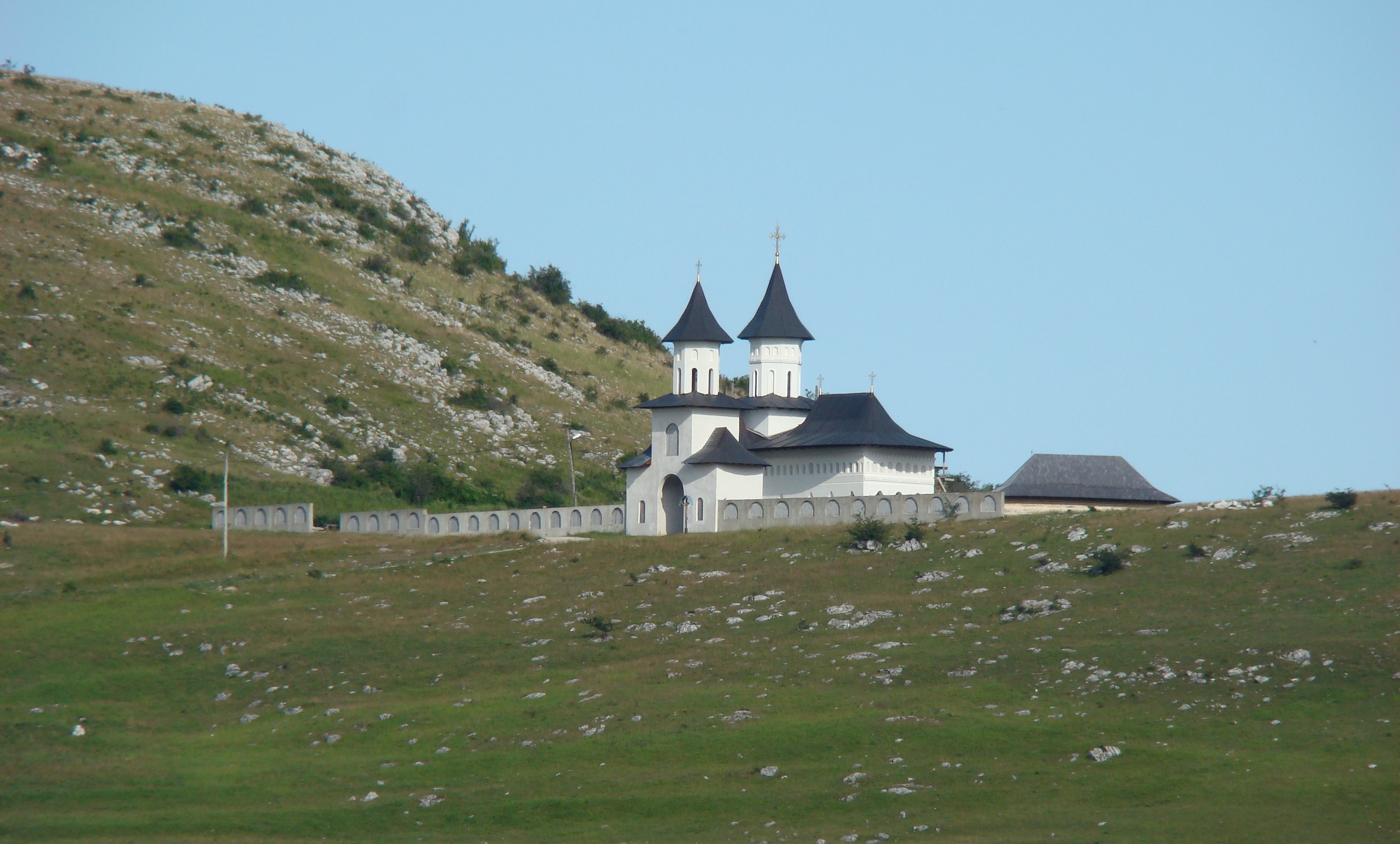
Mănăstirea Schimbarea la Față
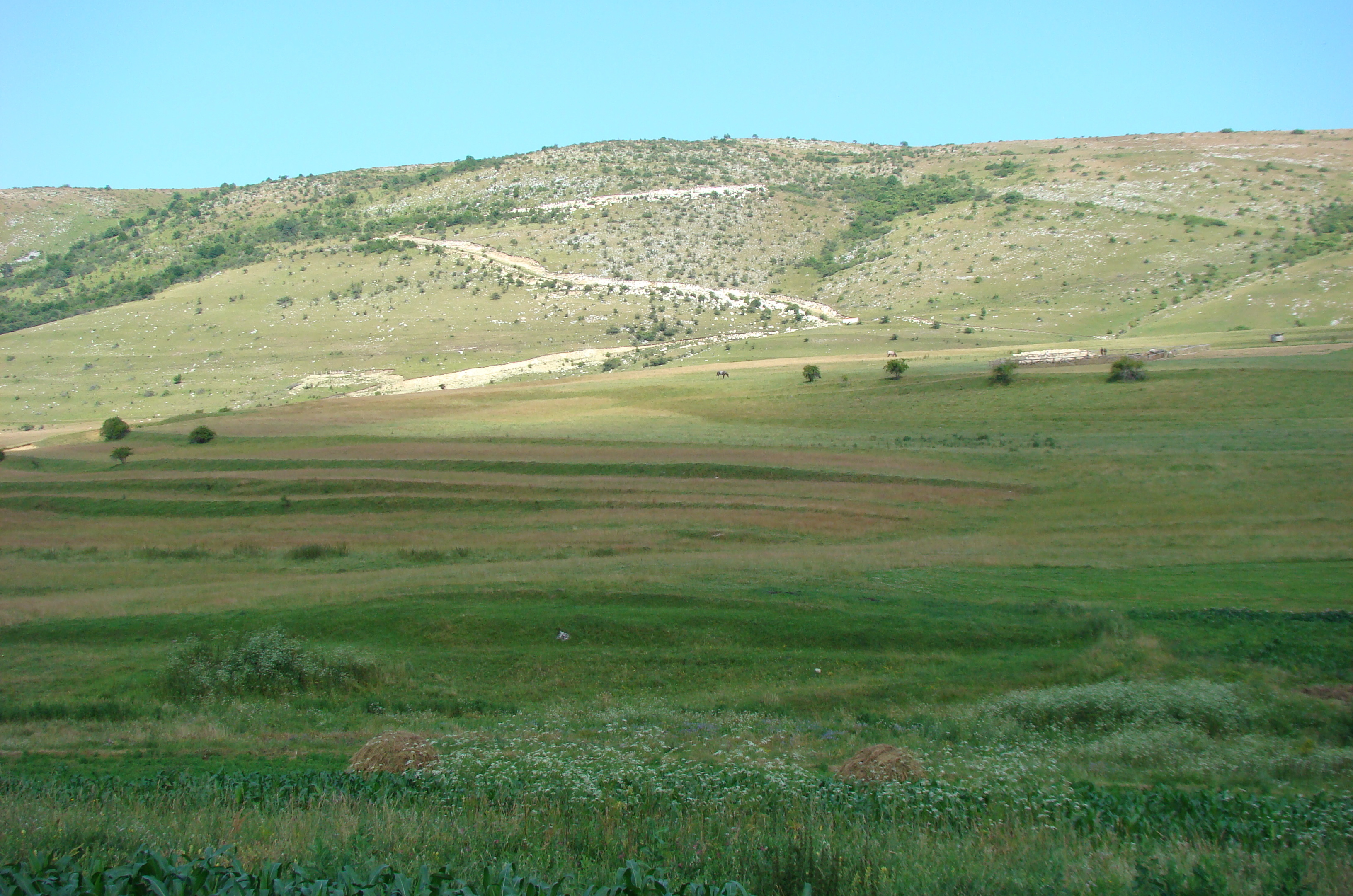
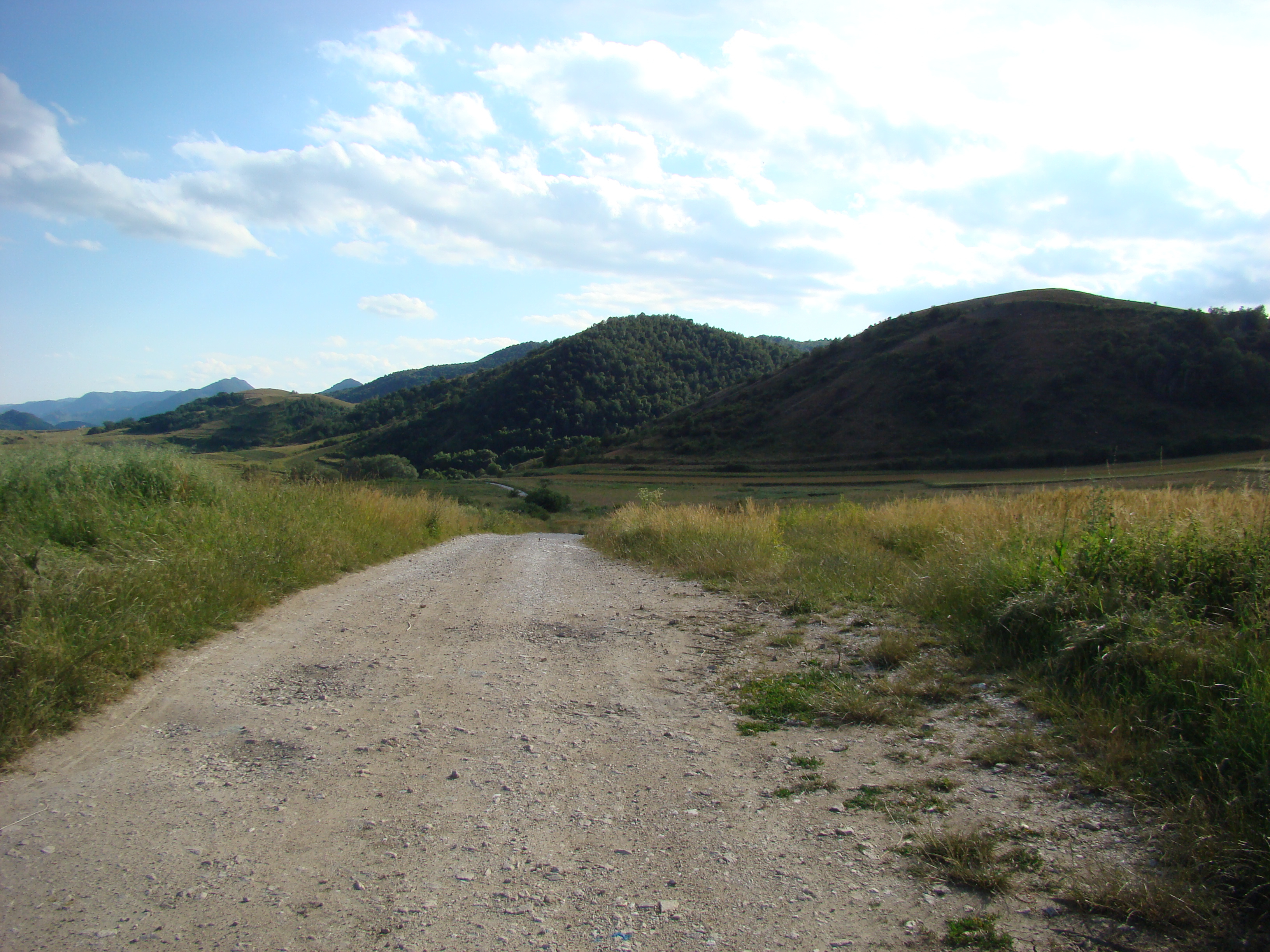
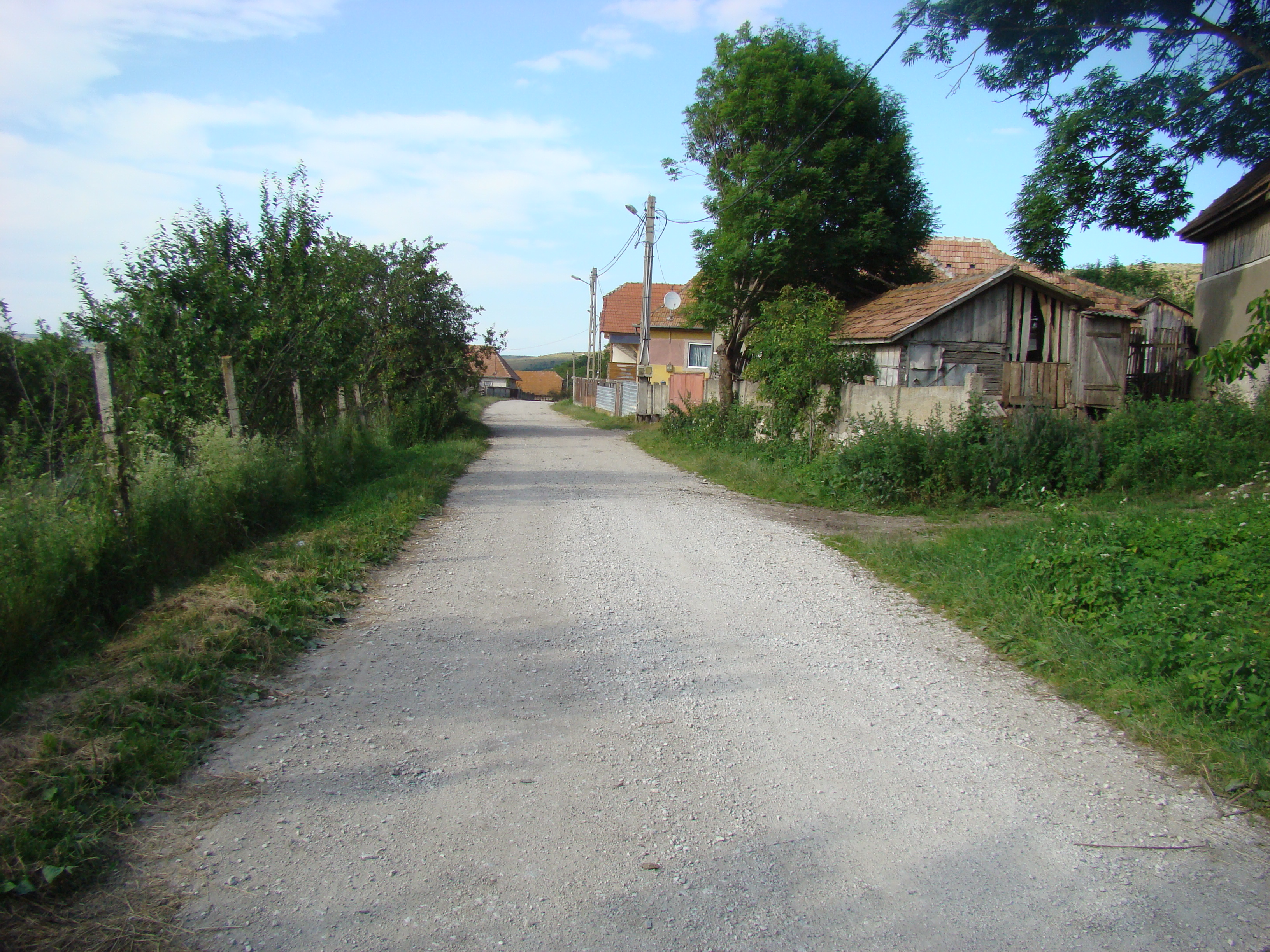
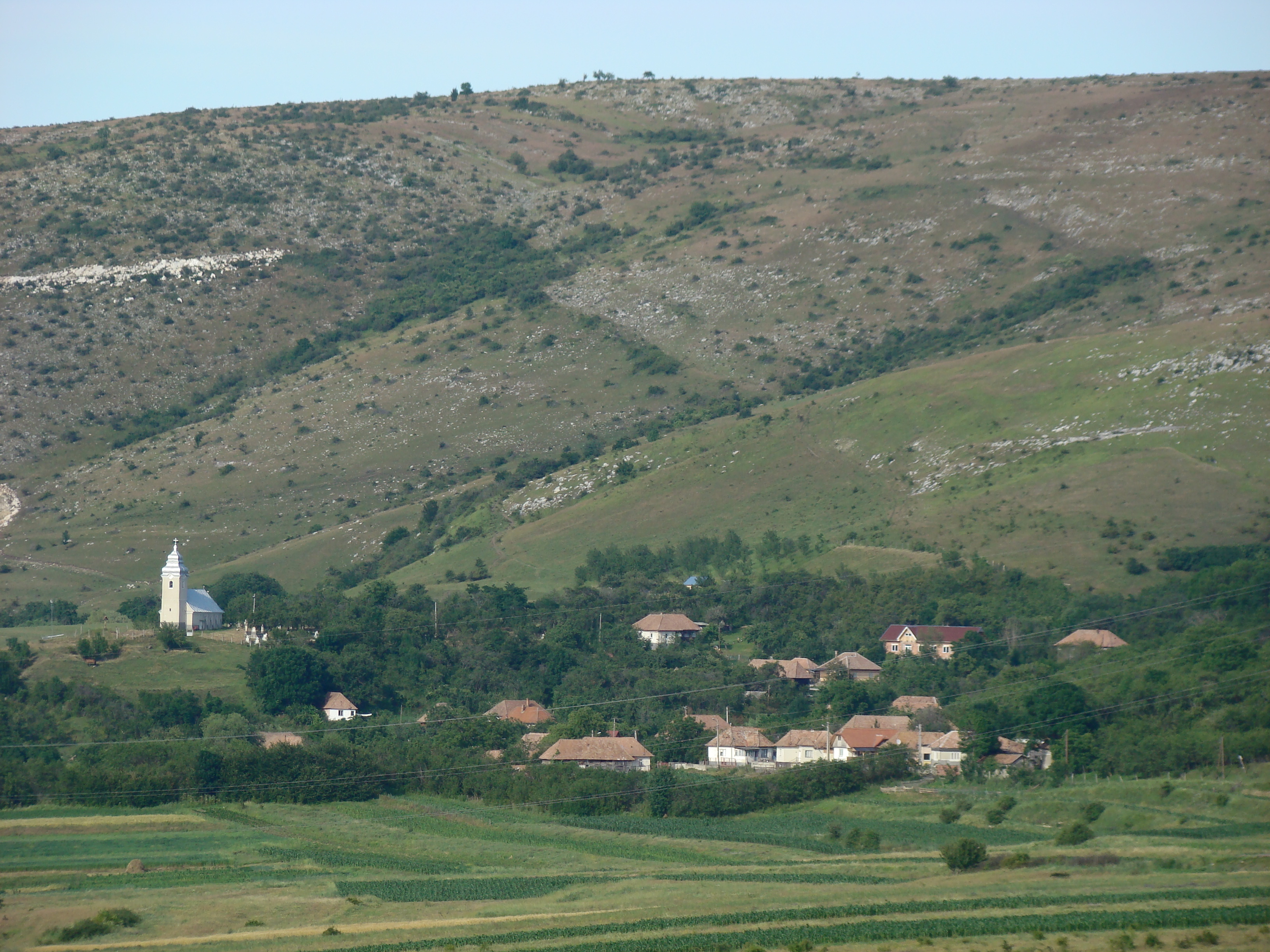
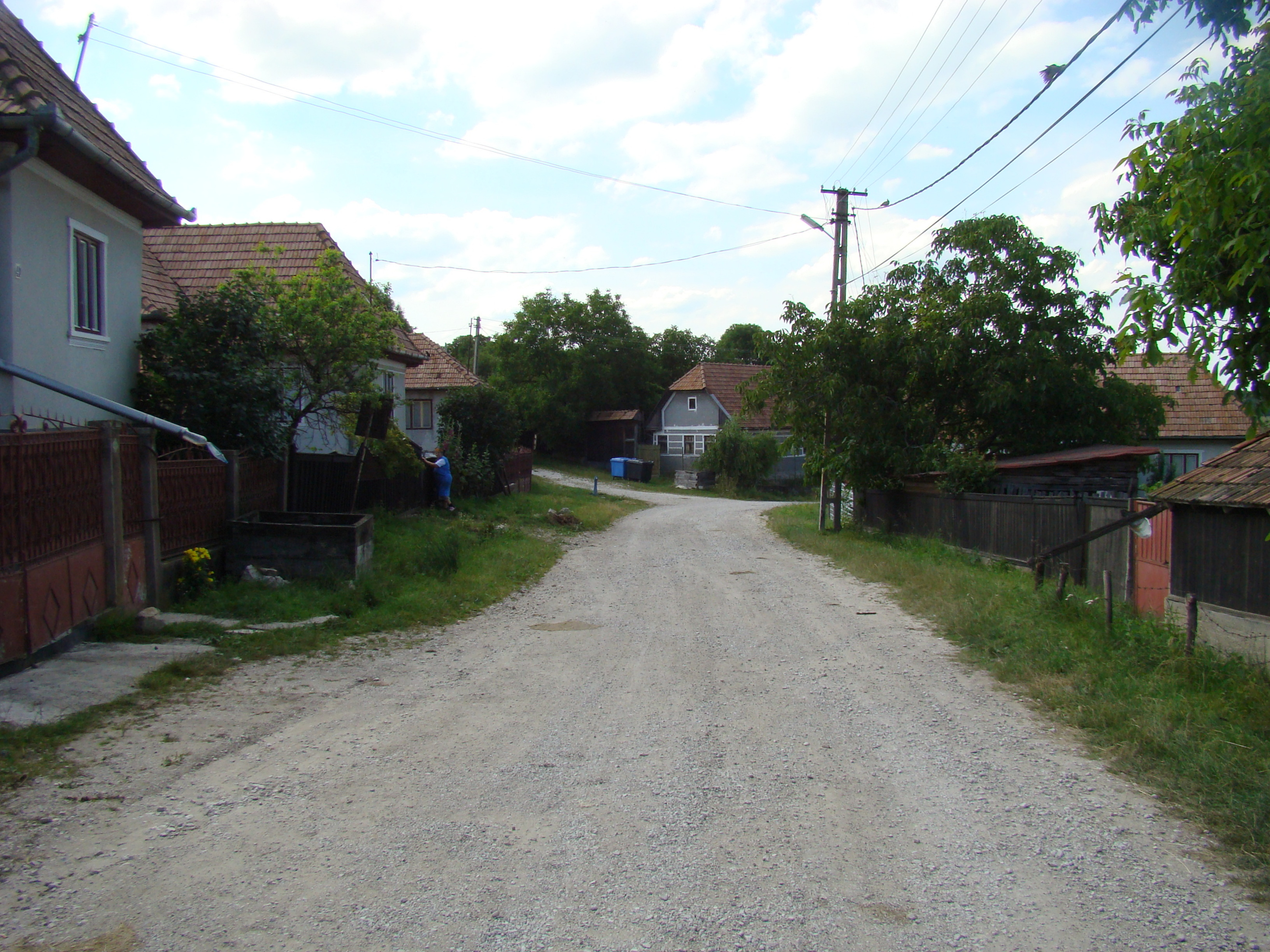
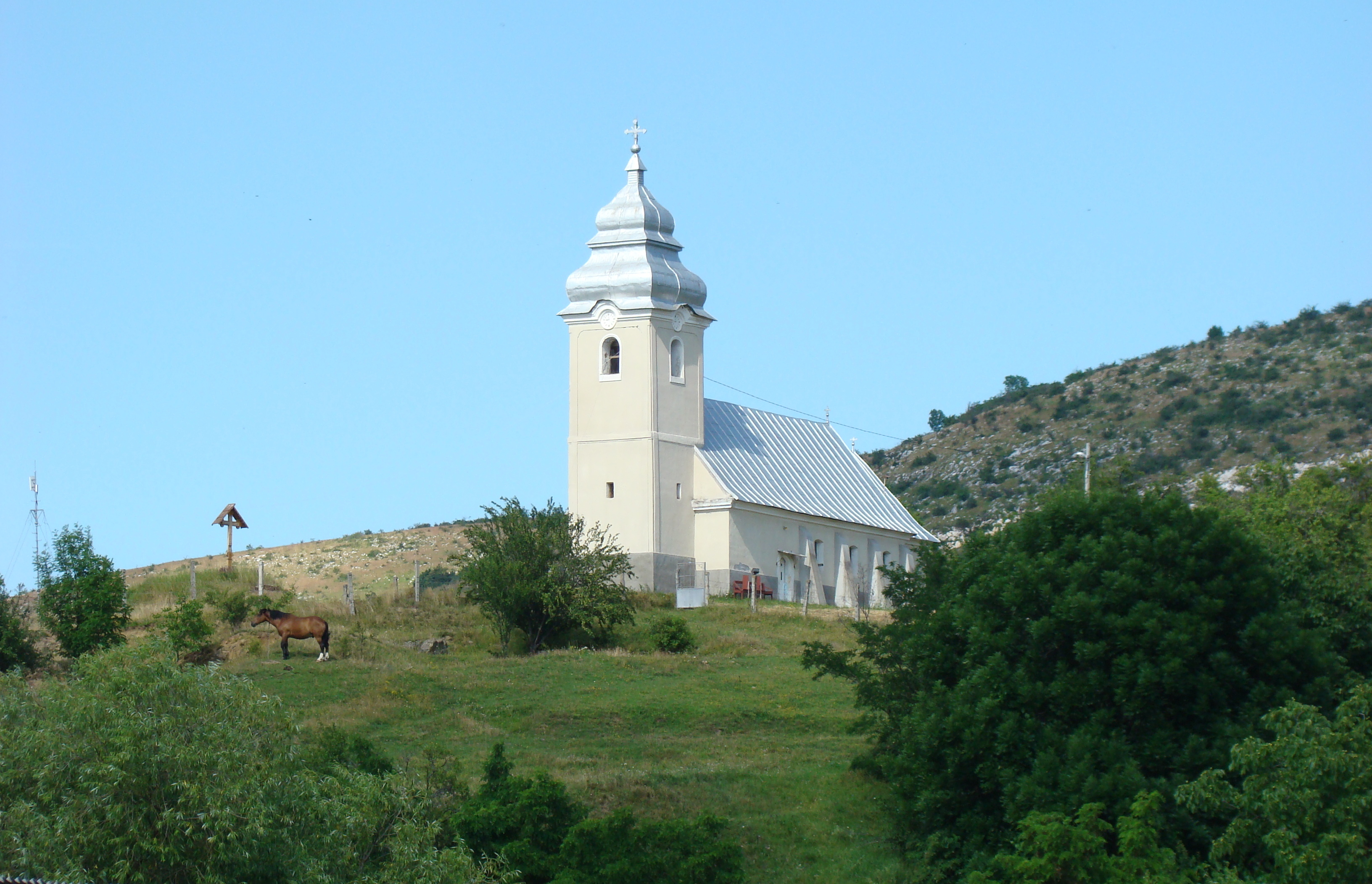
Biserica ortodoxă
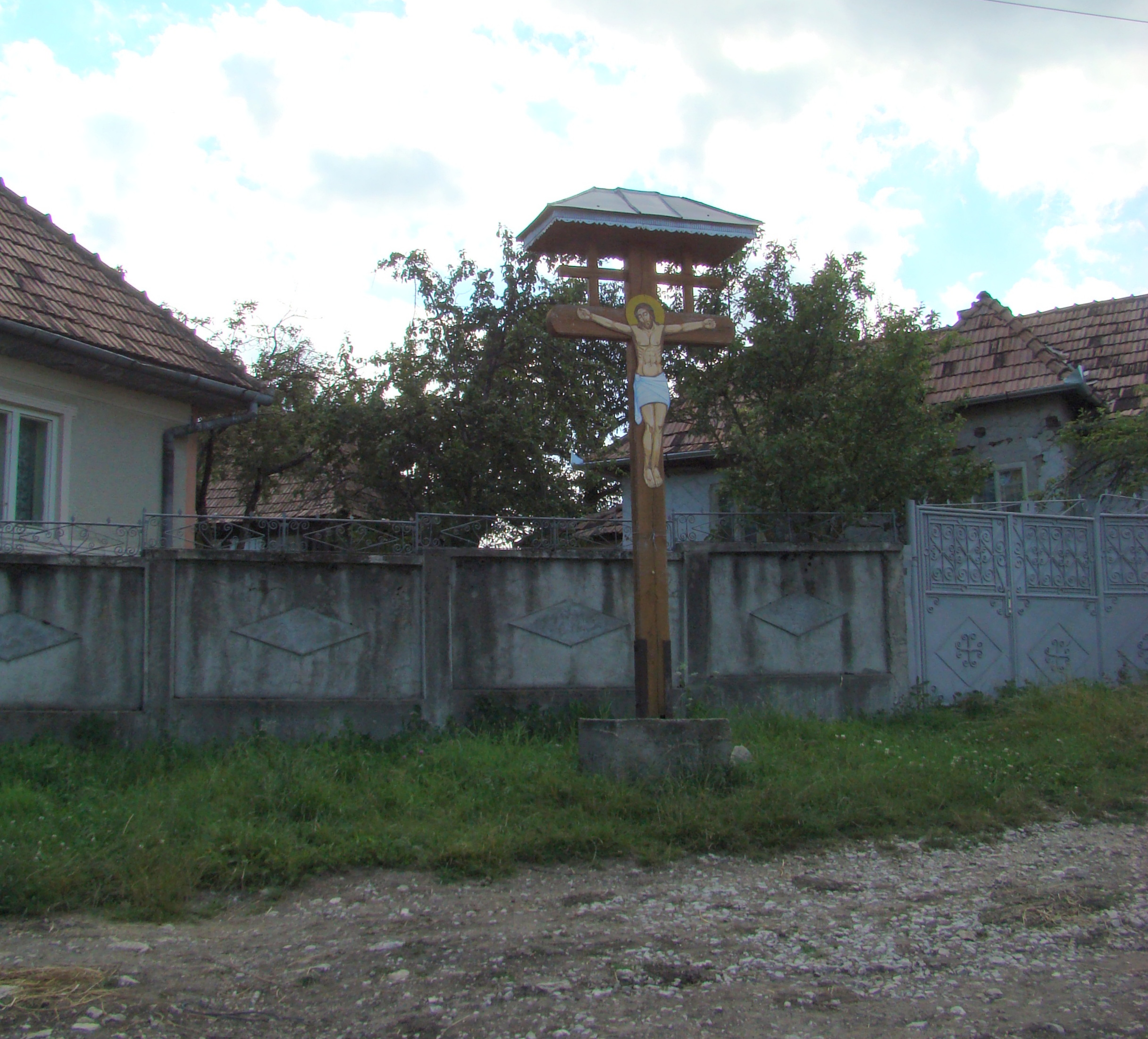
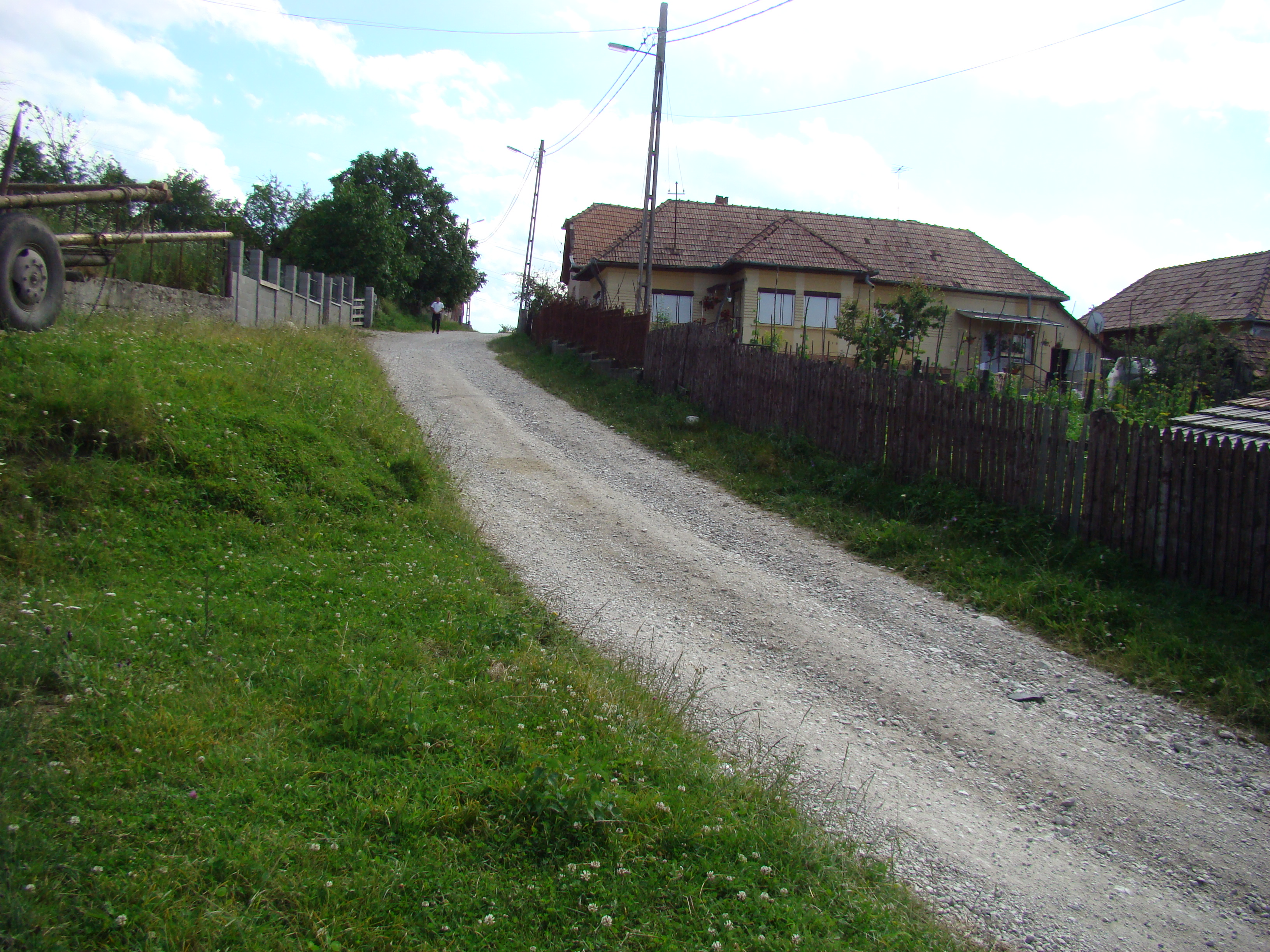
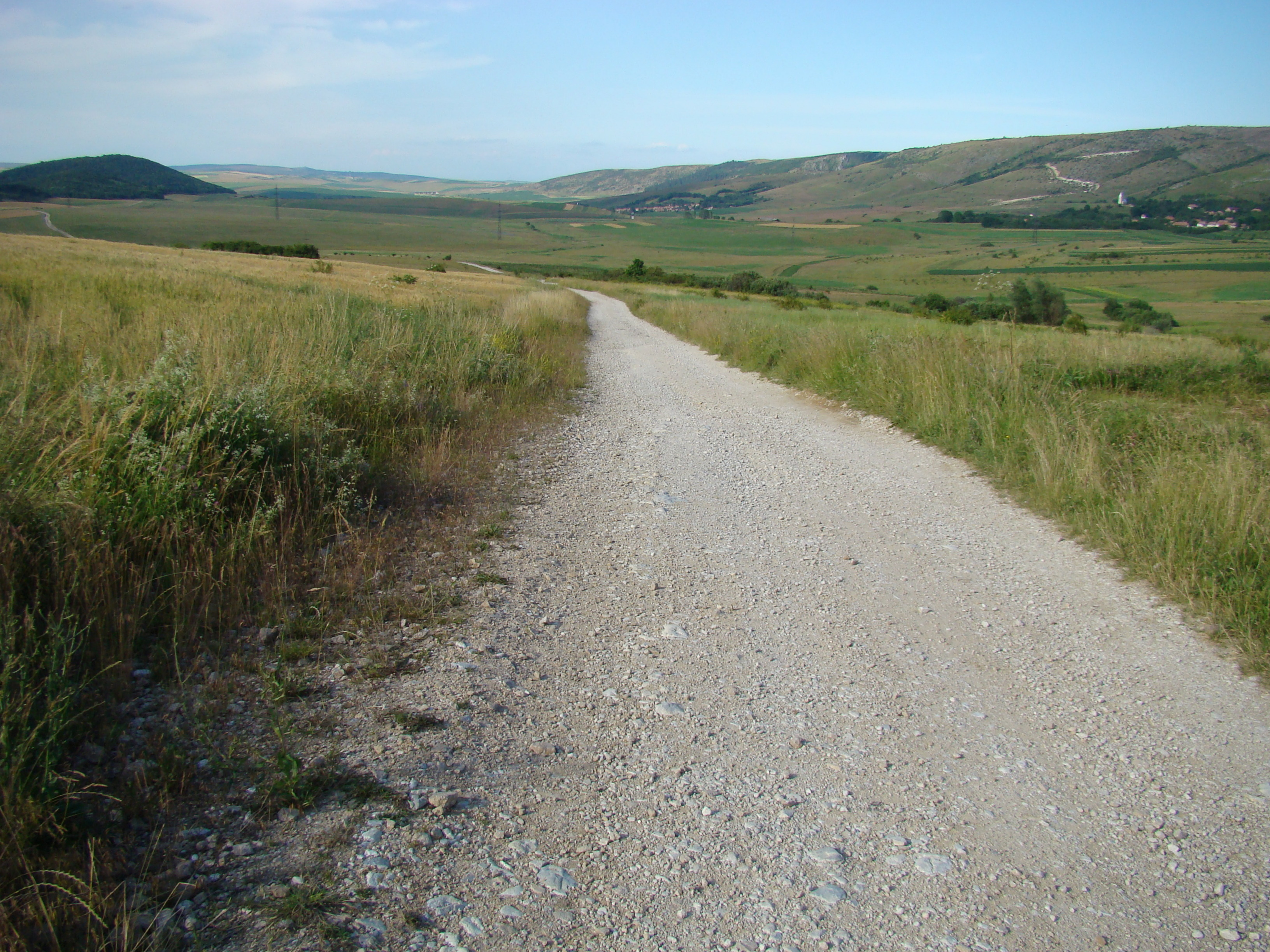
Drumul Petreștii de Sus-Borzești